# Asplundia sanctae-ritae
Asplundia sanctae-ritae är en enhjärtbladig växtart som beskrevs av Gloria A. Galeano och Rodrigo Bernal. Asplundia sanctae-ritae ingår i släktet Asplundia och familjen Cyclanthaceae. Inga underarter finns listade.